# 하나 홀리쇼바
하나 홀리쇼바(체코어: Hana Holišová, 1980년 8월 6일 ~ )는 체코의 배우이다.